# Пелагия и чёрный монах
Пелагия и чёрный монах — второй роман в трилогии «Приключения Пелагии» (серия «Провинціальный детективъ») российского писателя Бориса Акунина.

## Сюжет
Как и в «Белом бульдоге», сюжет разворачивается на историческом фоне, в Заволжской губернии России XIX века. В пределах Нового Арарата (Ново-Араратский монастырь, расположенный на самом севере губернии, на острове Ханаан Синего озера) свирепствует некий призрачный Чёрный монах, пугая и даже убивая людей — то один, то другой монах из Ново-Араратского монастыря видит тень святого Василиска, некогда основавшего на прибрежном острове Окольнем Василисков скит. Братия обращается к владыке Митрофанию, прося предпринять какие-либо меры.
После совещания в Заволжске преосвященный отправляет на остров своего фаворита и воспитанника, безбожника и нигилиста юного Алексея Степановича Ленточкина (Алёшу), дабы проверить слухи. Остановившись в ново-араратской гостинице «Ноев ковчег» и пробыв на острове всего несколько дней, Алёша начинает слать оттуда письма одно страннее другого. «Надо Алёшу оттуда забирать, хоть бы даже и силком — это самое первое. А уж потом разбираться в ново-араратских чудесах», — говорит Митрофаний, и посылает на остров заволжского полицмейстера, полковника Феликса Станиславовича Лагранжа, дабы выручать Ленточкина. Однако, ещё до того как тот отправился в путь, приходит известие, что после встречи с Василиском Алёша попал в психиатрическую лечебницу (расположенную на том же острове) с острым расстройством психики, он невменяем.
Прибыв на остров, напористый Лагранж решает лично разобраться с мистическим Чёрным монахом и, прихватив револьвер, ночью направляется к избушке, у которой Ленточкин и встретил привидение (и где прежде жила семья бакенщика, которую несколько ранее также сгубил Чёрный монах). Наутро его находят с простреленной грудью — предполагается самоубийство.
Тогда преосвященный срочно командирует туда своего помощника, одного из своих духовных чад, товарища окружного прокурора Матвея Бенционовича Бердичевского. Однако и он, после нескольких дней пребывания, лишается рассудка и помещается в ту же лечебницу доктора Коровина. 
Получив такие известия, Митрофаний тяжело заболевает.
И тогда монахиня Пелагия втайне (и вопреки воле преосвященного) отправляется расследовать появления таинственного убийцы…
Пролог. Явление Василиска
Часть первая
1. Ханаанские экспедиции
2. Экспедиция первая. Приключения насмешника
3. Первое письмо Алексея Степановича
4. Достославному архиепископу Турпену от верного паладина, посланного сражаться с чародеями и сарацинами
5. Второе письмо Алексея Степановича
6. Третье письмо Алексея Степановича
7. Экспедиция вторая. Приключения храбреца
8. Экспедиция третья. Приключения умника

Часть вторая
1. Богомолье г-жи Лисицыной
2. Дворянка Московской губернии
3. Дорожные зарисовки
4. Мужской рай
5. Спасение котенка
6. Сон про крокодила
7. Интересные люди
8. Тепло, теплее, горячо!
9. Бедняжка Бердичевский
10. Скандал
11. Одна из рати
12. Ночью в обители скорби
13. Новые грехи
14. Сплошные загадки
15. Кое-что проясняется
16. Страшное видение
17. Гулливер и лилипуты
18. Императрица Ханаанская
19. Бег на длинную дистанцию
20. Искушение святой Пелагии
21. Интересные люди – 2
22. Синий, зеленый, желтый, бледно-палевый
23. День последний. Утро
24. День последний. Середина
25. Еще письмо
26. День последний. Вечер
27. Пещера
28. Исповедь разбивателя сердец
29. Василиск

Эпилог. К радости всех скорбящих

## Неточности в романе
Диалог Митрофания и Пелагии о грехе самоубийства абсолютно невозможен. Христианская церковь, в том числе и православная, не считает самоубийцами пожертвовавших жизнью ради других, опираясь здесь именно на пример Христа (Лук. 9:24, Мк. 8:35), и Митрофаний не мог этого не знать.
Играющий роль Ставрогина актёр, как и прямо упоминающий об этом Алексей Ленточкин, намекает  на тайное преступление своего героя — совращение несовершеннолетней Матрёши. Но глава «У Тихона», описывающая этот неприглядный поступок героя Достоевского, дореволюционным читателям романа «Бесы» не была известна, поскольку не была пропущена цензурой при жизни автора и увидела свет лишь после революции.